# Veronika Decides to Die (film)
Veronika Decides to Die is een Amerikaanse psychologische dramafilm uit 2009 geregisseerd door Emily Young en met in de hoofdrollen Sarah Michelle Gellar, Jonathan Tucker, Melissa Leo, David Thewlis en Erika Christensen. Het scenario voor de film werd geschreven door Larry Gross en Roberta Hanley en bewerkt vanuit de gelijknamige roman geschreven door Paulo Coelho.

## Verhaal
Dit is het verhaal van Veronika Deklava, een 28 jaar jonge vrouw die alles heeft om gelukkig te zijn. Ze ziet er goed uit, heeft een leuke baan en een mooi appartement in New York; kortom: de toekomst ziet er veelbelovend uit. Toch is ze ongelukkig en beslist ze uit het leven te stappen. Ze maakt zorgvuldig haar kamer schoon, schrijft een brief, poetst haar tanden en neemt de door haar opgespaarde slaaptabletten. Tot haar eigen verbazing wordt ze twee weken later echter wakker in een psychiatrisch ziekenhuis, waar ze ontdekt dat “gek” en “normaal” heel relatieve begrippen zijn. De dokters vertellen haar dat ze niet lang meer te leven heeft, doordat haar lichaam schade heeft opgelopen door de poging tot zelfdoding. In het zicht van de dood leert ze juist haar werkelijke verlangens kennen.

## Rolverdeling
- Sarah Michelle Gellar als Veronika Deklava
- Jonathan Tucker als Edward
- David Thewlis als Dr. Blake
- Erika Christensen als Claire
- Melissa Leo als Mari
- Florencia Lozano als Dr. Thompson
- Victor Slezak als Gabriel Durant
- Rena Owen als Zuster Josephine
- Erica Gimpel als Zuster White
- Barbara Sukowa als Mrs. Deklava
- Victor Steinbach als Mr. Deklava